# Gerda Kjellberg
Gerda Elisabet Kjellberg, född 18 februari 1881 i Kristinehamn, död 19 juli 1972, var en svensk läkare. Hon var dotter till Emil Kjellberg.
Kjellberg avlade studentexamen i Stockholm 1900 och studerade därefter vid Karolinska institutet, där hon blev medicine kandidat 1904 och medicine licentiat 1911. Tillsammans med Ada Nilsson, Alma Sundquist, Signe Salén och Anna-Clara Romanus diskuterade hon aktuella frågor som prostitution, reglementering, preventivmedel och de sociala problem de mötte, särskilt på Allmänna barnbördshuset, där de tjänstgjorde. Kjellberg var amanuens och underläkare vid Sankt Görans sjukhus 1911–1913, läkare vid Sankt Görans sjukhus poliklinik för hud- och könssjukdomar hos kvinnor 1919–1946, vid Stockholms stads sexualhygieniska poliklinik 1933–1946 och vid Stockholms stads barnhem Tempelbacken 1928–1938. 
Kjellberg var ledamot av direktionen för Allmänna barnbördshuset 1933–1953, styrelseledamot vid Älvsjöhemmet 1932–1952, föreningen Vaksamhet 1940–1945 och ledamot av kommittén för utarbetande av förslag till lagstiftning om rätt till avbrytande av havandeskap samt förslag till ändrad lagstiftning om straff för fosterfördrivning 1934–1935. Hon var representant för Sverige i flera internationella kongresser i utlandet och verksam som föreläsare i sexualhygien.
Kjellberg var gift med advokat Carl Romanus och med honom mor till Torsten Romanus.